# فردینانت شال
فردینانت شال (به آلمانی: Ferdinand Schaal) (۷ فوریه ۱۸۸۹ – ۹ اکتبر ۱۹۶۲) نظامی بلندپایه آلمانی در دوره رایش سوم بود که در جریان جنگ جهانی دوم یگان‌های مختلفی را فرماندهی کرد.

## زندگی
فردینانت شال روز ۷ فوریه سال ۱۸۸۹ در فرایبورک زاده شد. سال ۱۹۰۸ به عنوان افسر دانشجو به نیروی زمینی امپراتوی آلمان پیوست. سال ۱۹۰۹ در هنگ ۲۲ دراگون به سلک افسران درآمد. در جنگ جهانی اول به رزم پرداخت. پس از جنگ در رایشسور ماند.
سال ۱۹۳۴ فرمانده هنگ ۱۶ سواره‌نظام شد. همان سال به درجه سرهنگ ترفیع گرفت. بین سال‌های ۱۹۳۵ تا ۱۹۳۹ فرمانده تیپ ۱ زرهی بود. در این مدت سال ۱۹۳۸ به درجه سرتیپ و سال ۱۹۳۹ به درجه سرلشکر ترفیع گرفت. سپس به فرماندهی لشکر دهم زرهی منصوب شد و آن را تا سال ۱۹۴۱ در نبرد فرانسه و جبهه شرقی هدایت کرد. روز ۱ اکتبر سال ۱۹۳۹ به درجه سپهبد (ژنرال نیروهای زرهی) ترفیع گرفت. شال به عنوان جانشین اروین رومل در فرماندهی آفریکاکور برگزیده شد اما فقط دو هفته بین روزهای ۱۵ اوت تا ۱ سپتامبر سال ۱۹۴۱ در این جایگاه بود. در عوض روز ۲ سپتامبر به فرماندهی سپاه ۳۴ و سپس روز ۱۳ سپتامبر سال ۱۹۴۱ به فرماندهی سپاه ۵۶ موتوریزه در جبهه شرقی منصوب شد. شال تا روز ۱ اوت سال ۱۹۴۳ سپاه ۵۶ موتوریزه را هدایت کرد و در این مدت در قسمت مرکزی جبهه در نبردهای عقب‌نشینی از مسکو، برآمدگی رژف و ناحیه اسپاس-دمیانسک مشارکت داشت.
شال یک ماه را در مرخصی گذراند و سپس روز ۱ سپتامبر سال ۱۹۴۳ به فرماندهی منطقه نظامی بوهم-موراویا منصوب شد. قرارگاه او در پراگ و حوزه مسئولیتش در بخش چک‌نشین چکسلواکی سابق بود. یکی از وظایف او تأمین نیروی آموزش‌دیده جایگزین برای ورماخت بود. در این‌جا بود که رو به مخالفت با رژیم حاکم آورد؛ چرا که تصور می‌کرد آلمان را به سمت یک شکست فاجعه‌بار می‌برد. با توطعه‌گران کودتای ۲۰ ژوئیه ۱۹۴۴ در تماس بود. به هر شکل نقش چندانی در آن نداشت و ظاهراً از قصد کودتاگران برای ترور هیتلر با خبر نبود. در پی شکست کودتا روز ۲۱ ژوئیه دستگیر شد و تا پایان جنگ در زندان به سر برد.
پس از جنگ دوران بازنشستگی را در آلنسباخ گذراند. سپهبد فردینانت شال در نهایت روز ۹ اکتبر سال ۱۹۶۲ درگذشت.